# Tetraloniella fulvotecta
Tetraloniella fulvotecta är en biart som först beskrevs av Cockerell 1949.  Tetraloniella fulvotecta ingår i släktet Tetraloniella och familjen långtungebin. Inga underarter finns listade i Catalogue of Life.